# Radio Sudamérica
Radio Sudamérica es una estación radial chilena ubicada en el 1540 kHz del dial AM en Santiago de Chile. Es en la actualidad la emisora más antigua del país (luego del fin de Radio Chilena en 2005) y una de las más antiguas del continente, contando con 95 años de transmisión ininterrumpidas.

## Historia

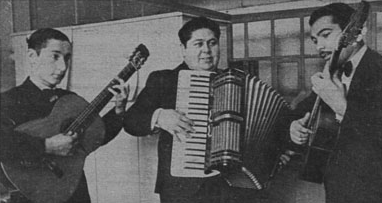
Trio Añoranzas en estudio de Radio Sudamérica 1944, en la imagen Segundo Zamora, Julio Navarro y Héctor Barrientos en Revista Ecran.

Radio Sudamérica fue fundada en Santiago y el 18 de agosto de 1929 se efectuaron las primeras transmisiones por el ingeniero Manuel Casabianca Latorre, quien construyó personalmente los equipos de transmisión para dar vida a esta emisora. Esta transmisión se efectuó solo un día antes que la radiofonía chilena celebrara sus primeros siete años. Para este efecto la familia había invertido casi todo su capital. La fecha escogida por Casabianca fue para conmemorar el cumpleaños de su esposa, Elena Porcile. Casabianca también fue el primer locutor, y dirigió la emisora en forma ininterrumpida durante 65 años, hasta el jueves 13 de enero de 1994, día de su fallecimiento. En sus primeros años transmitió como CB 106 en la frecuencia 1060 kHz del dial amplitud modulada.
Durante los años 30, se empezaron a desarrollar los diversos espacios que complementarían la programación de la emisora.[cita requerida]
El 14 de enero de 1935 Manuel Casablanca formó parte del equipo de broadcaster que dio vida a la primera asociación de radiodifusores de Chile (ARCHI), siendo su secretario general. Ese mismo año, Manuel Casabianca asistió al "Primer Congreso Sudamericano de Radio", celebrado en la ciudad de Buenos Aires, ocasión en que obtuvo para Chile la nominación de 8 canales internacionales.

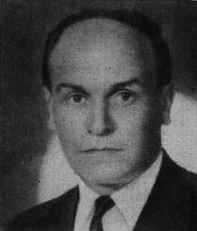
Guillermo Quiroz Romo programa Vistazos Deportivos de Radio Sudamérica en 1949 Revista Ecran

En 1944, la autoridad de la época dispuso un enroque con la naciente radio de la Sociedad Nacional de Minería, de esta manera que Radio Sudamérica quedó como CB-126, en los 1260 kHz. Paralelamente a don Manuel Casabianca se otorgó  el canal CB-150 en la frecuencia de 1500 kHz, que estuvo inactivo hasta 1954.
El mismo año 1954 Manuel Casabianca construyó un nuevo equipo transmisor el que, junto con el canal CB-126, fue transferido a Luis Humberto Sorrel, quien inauguró las transmisiones de CB-126 Radio Nacional el día martes 1 de junio de 1954. A partir de entonces Radio Sudamérica, continuó sus emisiones como CB-150  bajo el eslogan 'en lo más alto del dial'.
Finalmente,  la emisora cambió a CB-154 un día miércoles 1 de diciembre de 1965, trasladándose al actual canal con la frecuencia de 1540 kHz
Durante los 65 años en que fue dirigida por don Manuel Casabianca Latorre, Radio Sudamérica destacó por su sonido claro y profundo, con programas amenos, de gran sobriedad y un especial y refinado aire de cultura, con espacios para la Opera, Música Clásica, Jazz, Folclore y Popular.
Tras el cierre de Radio Chilena, en diciembre de 2005, Radio Sudamérica se convirtió en la estación radial más antigua del país con trasmisiones ininterrumpidas y en manos de los mismos propietarios.

## Estudios
En los primeros años Radio Sudamérica funcionaba en una casa, estilo chalet francés, ubicada en Villa Elena, La Cisterna, Santiago de Chile. En el segundo piso se encontraba la sala de locución, en el subterráneo estaba instalado el transmisor, y sobre el techo uno de los mástiles de la antena tipo "Marconi".[cita requerida]
La familia desarrollo una colección completa de discos de acetato, vinilo y CD's que forman parte del patrimonio de esta radioemisora.
Hacia fines de la década de 1930 Radio Sudamérica trasladó sus estudios a la calle La Bolsa, luego al comenzar la década de 1940 se trasladan a Bandera 18.

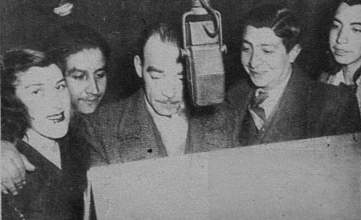
El Club de los Mentirosos programa de Radio Sudamérica 1944. En la imagen Lila Mayo, Violeta Contreras, Héctor Santelices, Ricardo Aviléz y Mario Rebolledo en Revista Ecran

El jueves 15 de julio de 1943, Radio Sudamérica inauguró sus nuevos y modernos estudios en calle Arturo Prat 165, pleno centro de Santiago. Los nuevos estudios contemplaban una platea auditorium con 200 butacas, y una orquesta estable para la realización de diversos programas en vivo con la actuación de artistas de la época.
Desde 1952 retornó a sus estudios ubicados en La Cisterna hasta el año 1955, en donde se mudan a nuevos estudios ubicados en la calle Fanor Velasco. Y Desde la década de 1960 vuelve a sus estudios en donde nació esta emisora hasta la actualidad.
Sus estudios y planta transmisora se encuentran en Avenida Ossa 0106, Villa Elena, La Cisterna.

## Visitas Ilustres
Cabe señalar que la estación contó con ilustres visitas, entre ellas, la del fundador del Rotary International, Paul Harris, en su visita a Chile en 1936, quien habló por primera y única vez en una radioemisora chilena.
Otros invitado ilustres de la política chilena figuran Jorge Alessandri, Eduardo Frei Montalva, el ministro y doctor Luis Calvo Mackenna, Pedro Aguirre Cerda, Salvador Allende, entre otros.

## Actualidad

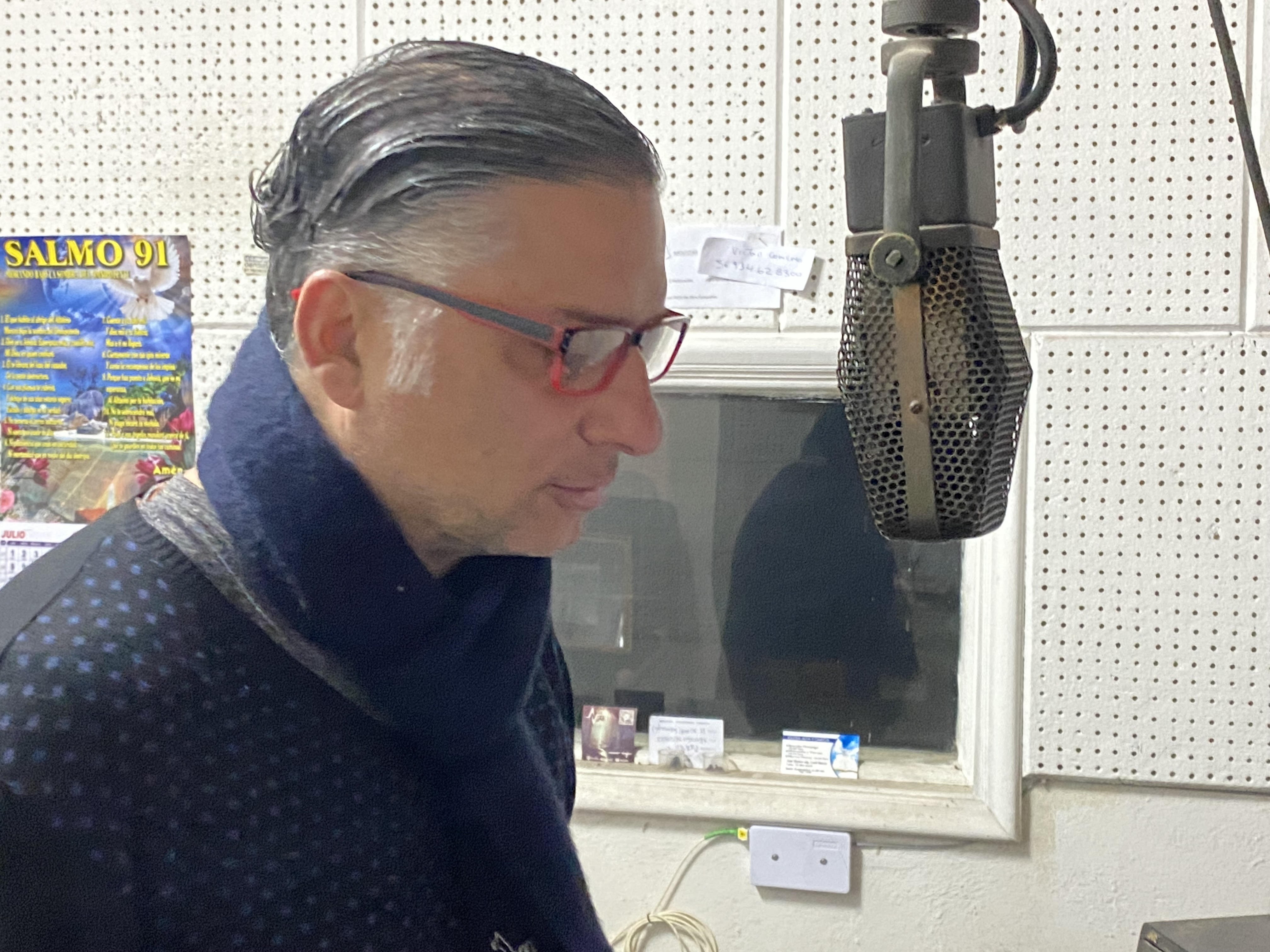
Locutor de Radio Suadamérica

Con la desaparición de Radio Chilena en diciembre de 2005, esta emisora se convierte en la de mayor antigüedad de Chile. Actualmente, Radio Sudamérica es operada por el hijo del fundador, Sergio Casabianca Porcile, quien además es su director ejecutivo.
Su programación se caracteriza por ser enfocada a toda clase familiar, en especial al adulto mayor, con programas de tango, vals, jazz, música orquestada, música romántica, música selecta, folclore latinoamericano y música chilena antigua, donde prevalecen las llamadas "joyas musicales". Para ello, la radio cuenta con una histórica discoteca, desde discos de acetato (vinilos) de 78 rpm hasta vinilos de 16, 33 y 45 rpm, además de Cintas magnéticas, casetes de audio y discos compactos.[cita requerida]